# Enbiya Taha Biçer
Enbiya Taha Biçer (25 de abril de 2001) es un deportista turco que compite en taekwondo. Ganó dos medallas en el Campeonato Europeo de Taekwondo, bronce en 2022 y oro en 2024.

## Palmarés internacional
| Campeonato Europeo | Campeonato Europeo       | Campeonato Europeo | Campeonato Europeo |
| Año                | Lugar                    | Medalla            | Categoría          |
| ------------------ | ------------------------ | ------------------ | ------------------ |
| 2022               | Mánchester (Reino Unido) | Medalla de bronce  | –87 kg             |
| 2024               | Belgrado (Serbia)        | Medalla de oro     | –87 kg             |